# Robert Shane Kimbrough
Robert Shane Kimbrough (ur. 4 czerwca 1967 w Killeen, stan Teksas, USA) – amerykański astronauta, pilot wojskowy, pułkownik United States Army, inżynier.

## Wykształcenie oraz służba wojskowa
- 1985 – ukończył szkołę średnią (The Lovett School) w Atlancie, stan Georgia.
- 1989 – został absolwentem Akademii Wojskowej Stanów Zjednoczonych (United States Military Academy) w West Point, stan Nowy Jork, otrzymując licencjat z techniki lotniczej i kosmicznej. Po studiach rozpoczął czynną służbę wojskową. Ukończył szkołę lotniczą armii amerykańskiej (U.S. Army Aviation School) i w 1990 został pilotem wojskowym.
- 1990 – pod koniec roku otrzymał przydział do 24 Dywizji Piechoty (Zmechanizowanej) stacjonującej w Fort Stewart (Georgia). Pełnił w niej funkcje: dowódcy plutonu śmigłowców szturmowych, oficera łącznikowego lotnictwa i oficera operacyjnego batalionu śmigłowców szturmowych. W 1991 wziął ze swoją jednostką udział w operacji Pustynna Burza (Operation Desert Storm).
- 1994 – został przeniesiony do 229 Pułku Lotnictwa Szturmowego do bazy Fort Bragg w Północnej Karolinie, gdzie dowodził jednostką śmigłowców Apache.
- 1998 – na Georgia Institute of Technology uzyskał tytuł magistra. Później został adiunktem na Wydziale Matematyki Akademii Wojskowej Stanów Zjednoczonych.

## Praca w NASA i kariera astronauty
- 2000 – we wrześniu rozpoczął pracę w Centrum Lotów Kosmicznych imienia Lyndona B. Johnsona. W Wydziale Operacji Lotniczych na lotnisku Ellington Field w Houston był inżynierem symulatora wahadłowca STA (Shuttle Training Aircraft).
- 2004 – 6 maja został przyjęty do korpusu amerykańskich astronautów (NASA-19(inne języki)) jako kandydat na specjalistę misji. W czerwcu rozpoczął szkolenie specjalistyczne, w ramach którego opanował pilotaż samolotu T-38, zapoznał się z budową Międzynarodowej Stacji Kosmicznej oraz promu kosmicznego. Poza tym przeszedł trening przetrwania w warunkach ekstremalnych.
- 2006 – w lutym zakończył kurs podstawowy, po którym otrzymał przydział do Biura Astronautów NASA.
- 2007 – we wrześniu powierzono mu funkcję specjalisty misji w załodze STS-126[1].
- 2008 – w dniach 15–30 listopada na pokładzie wahadłowca Endeavour uczestniczył w misji STS-126. W trakcie misji wykonał dwa spacery kosmiczne (EVA).
- 2016 – 19 października na pokładzie Sojuza MS-02 poleciał na Międzynarodową Stację Kosmiczną. Wszedł w skład Ekspedycji 49 (jako inżynier pokładowy) i 50 (jako dowódca).
- 2017 – podczas Ekspedycji 50 w styczniu i marcu wykonał cztery spacery kosmiczne[2]. 10 kwietnia wrócił na Ziemię statkiem Sojuz MS-02.
- 2021 – 23 kwietnia jako dowódca misji SpaceX Crew-2 poleciał na Międzynarodową Stację Kosmiczną, gdzie pełni rolę inżyniera pokładowego podczas Ekspedycji 65(inne języki).

Łącznie w trakcie swoich dwóch misji odbył sześć spacerów kosmicznych, trwających w sumie 39 godzin.

## Nagrody i odznaczenia
- Defense Meritorious Service Medal
- Meritorious Service Medal – dwukrotnie
- Army Commendation Medal
- Army Achievement Medal
- NASA Space Flight Medal – dwukrotnie
- National Defense Service Medal
- Southwest Asia Service Medal
- Military Outstanding Volunteer Service Medal
- Valorous Unit Award
- Medal Wyzwolenia Kuwejtu – Arabia Saudyjska
- Medal Wyzwolenia Kuwejtu – Kuwejt
- Universal Astronaut Insignia za lot orbitalny (nr 486) – Stowarzyszenie Uczestników Lotów Kosmicznych (Association of Space Explorers(inne języki))[3]

## Życie prywatne
Żonaty, ma troje dzieci.

## Wykaz lotów
| Loty kosmiczne, w których uczestniczył Robert S. Kimbrough                 | Loty kosmiczne, w których uczestniczył Robert S. Kimbrough | Loty kosmiczne, w których uczestniczył Robert S. Kimbrough | Loty kosmiczne, w których uczestniczył Robert S. Kimbrough | Loty kosmiczne, w których uczestniczył Robert S. Kimbrough | Loty kosmiczne, w których uczestniczył Robert S. Kimbrough | Loty kosmiczne, w których uczestniczył Robert S. Kimbrough |
| Lp.                                                                        | Data startu                                                | Statek kosmiczny                                           | Data lądowania                                             | Statek kosmiczny                                           | Funkcja                                                    | Czas trwania                                               |
| -------------------------------------------------------------------------- | ---------------------------------------------------------- | ---------------------------------------------------------- | ---------------------------------------------------------- | ---------------------------------------------------------- | ---------------------------------------------------------- | ---------------------------------------------------------- |
| 1                                                                          | 15 listopada 2008                                          | STS-126 Endeavour F-22                                     | 30 listopada 2008                                          | STS-126 Endeavour F-22                                     | specjalista misji                                          | 15 dni 20 godzin 29 minut i 27 sekund                      |
| 2                                                                          | 19 października 2016                                       | Sojuz MS-02                                                | 10 kwietnia 2017                                           | Sojuz MS-02                                                | inżynier pokładowy Sojuza i ISS, dowódca Ekspedycji 50     | 173 dni 3 godziny 15 minut i 22 sekundy                    |
| 3                                                                          | 23 kwietnia 2021                                           | SpaceX Crew-2                                              |                                                            |                                                            | dowódca statku Dragon i inżynier pokładowy ISS             |                                                            |
| Łączny czas spędzony w kosmosie — 188 dni 23 godziny 44 minuty i 49 sekund |                                                            |                                                            |                                                            |                                                            |                                                            |                                                            |